# Зубівщина (Шепетівський район)
Зу́бівщина — село в Україні, у Берездівській сільській громаді Шепетівського району Хмельницької області. Населення становить 205 осіб.

## Географія
Селом протікає річка Корчик.

## Історія
Наприкінці XIX століття в селі було 52 будинки і 391 житель, школа церковно-приходська відкрита в 1850 році. Село належало до ключа маєтків Сангушків. За поборовим реєстром Кременецького повіту з 1583 року належало до маєтків князя Михайла Заславського.
У 1906 році село Жуківської волості Ізяславського повіту Волинської губернії. Відстань від повітового міста 45 верст, від волості 14. Дворів 58, мешканців 406.
7 (20) листопада 1917 року, відповідно до Третього Універсалу Української Центральної Ради, увійшло до складу Української Народної Республіки.
12 червня 2020 року, відповідно до розпорядження Кабінету Міністрів України № 727-р «Про визначення адміністративних центрів та затвердження територій територіальних громад Хмельницької області», увійшло до складу Берездівської сільської громади.
19 липня 2020 року, в результаті адміністративно-територіальної реформи та ліквідації Славутського району, село увійшло до складу Шепетівського району.

## Населення
Згідно з переписом УРСР 1989 року чисельність наявного населення села становила 253 особи, з яких 115 чоловіків та 138 жінок.
За переписом населення України 2001 року в селі мешкали 204 особи. 100 % населення вказало своєю рідною мовою українську мову.

## Символіка
Затверджена 27 червня 2017 р. рішенням № 3 XXI сесії сільської ради VII скликання. Автори — К. М. Богатов, В. М. Напиткін. Герб є промовистим.

### Герб
Щит розтятий зеленим і золотим, гострозубчаста глава розтята золотим і зеленим. У першій частині срібний стовп, у другій — лазуровий стовп, шипоподібний з двох боків. Щит вписаний в золотий декоративний картуш і увінчаний золотою сільською короною. Внизу картуша напис «ЗУБІВЩИНА».
Зубці — натяк на назву села; сам герб нагадує про розташування села біля річки Корчик, паралельно якій проходить головна вулиця.

### Прапор
Квадратне полотнище розділене вертикально на дві рівновеликі частини; кожна розділена гострозубчасто у співвідношенні 1:3. Верхні частини жовта і зелена, нижні зелена і жовта. В нижній древковій частині від нижнього краю до лінії перетину виходить біла вертикальна смуга шириною в 1/8 ширини прапора, у нижній вільній частині від нижнього краю до лінії перетину виходить синя вертикальна, шипоподібна з обидвох боків, смуга шириною в 1/8 ширини прапора.

## Мовний склад населення
За переписом населення 2001 року українську мову назвали рідною 100 % мешканців села.

## Відомі люди
- Савчук Микола Панасович — український зоолог. Член-кореспондент АН УРСР.